# Bristol (Pensilvânia)
Bristol é um distrito localizado no estado norte-americano de Pensilvânia, no Condado de Bucks.

## Demografia
Segundo o censo norte-americano de 2000, a sua população era de 9923 habitantes. 
Em 2006, foi estimada uma população de 9771, um decréscimo de 152 (-1.5%).

## Geografia
De acordo com o United States Census Bureau tem uma área de 
4,8 km², dos quais 4,3 km² cobertos por terra e 0,5 km² cobertos por água. Bristol localiza-se a aproximadamente 6 m acima do nível do mar.

## Localidades na vizinhança
O diagrama seguinte representa as localidades num raio de 8 km ao redor de Bristol. 